# 德國另類選擇黨
（缩写为）是德國的一个极右翼民粹主义政黨，2013年2月6日于柏林成立。该党反对欧洲一体化，并反对欧盟。该党由经济学家贝恩德·卢克（Bernd Lucke）创立。批評者稱其政治思想含新納粹主義成分，現時德國各其他政黨的共識是不會與該黨在中央或地方合組聯合政府。
在2014年欧洲议会选举时，选择党第一次赢得了席位，并加入了歐洲保守派和改革主義者党团。截止于2019年9月，该党在德国16个邦议会中均有代表席位。选择党采用双元领导制，两位党主席为爱丽丝·魏德尔和蒂诺·克鲁帕拉。目前德國另類選擇黨在联邦议院的领导同为此二人。
自2021年3月起，德國国家安全机关聯邦憲法保衛局将这一组织歸為「極右派嫌疑」，认为其可能威脅德國民主，之后該機關可對其黨員實施監聽等措施。但由于当年是德国大选年，联邦宪法保卫局所在的科隆地方行政法院（VG Köln）裁定暂停对该组织的监听措施。
2024年，由于其党员马克西米利安·克拉发表涉及漂白纳粹组织党卫军的言论，使选择党被欧洲议会的认同与民主党团开除，随后亦退出同体系的认同与民主党。
2025年5月2日，德國聯邦憲法保衛局將該黨列為「已確認的右翼極端主義」政黨。

## 思想
自2013年4月创立之初，德國另類選擇黨即主要反对欧元。因为欧元的失败会损害欧洲一体化，更重要的是因为无竞争力的经济体会使其它经济体及其自身遭到损害，导致民众的安定乃至下一代成长也会受到威胁。德國另類選擇黨认为欧盟成员国应回归至仅有强势经济体的状态，并在联盟内部使用直接民主制。其他思想包括税制改革，和在减少开支的前提下减少移民和避难者。在2014年3月党大会召开后，德國另類選擇黨采纳了一套欧洲选举程序。在2014年党内投票通过了一套纲领文件：欧元危机是对德国民主制度、法治体系、社会市场经济，乃至对于欧洲一体化这一概念自身都是有害的。关于难民、外国人和伊斯兰主义的基本政策也在一份战略性文件中被提及。2015年11月在汉诺威召开的大会通过了关于难民、欧盟和外国人的政策，以及对武器法和叙利亚问题的回应。在2016年4月底5月初，德國另類選擇黨在斯图加特的大会上通过了一份政策声明。

### 财政及社会政策
德國另類選擇黨肯定并支持欧洲单一市场，它认为这一概念延续了路德维希·艾哈德提出的社会市场经济中经济和社会可持续发展的政策理念，但制定劳动及社会政策的责任应当由成员国自己承担。另擇黨同时支持为低收入人群提供保护。它认为，在欧洲层面，一个全域的法定的最低工资并不能承担起其应有的保护，并且会实际减少工作岗位。另擇黨请求德国各个州以资助收入的形式提供社会援助，而在联邦层面另擇黨支持最低工资。该党的财政政策为停止德国目前的财政赤字。对欧元区的援助和对银行的援助的稳定性风险会在财政计划中提出。关于税法另擇黨则主张对现行制度进行简化。

### 移民与难民
由于党内保守派和新自由主义两派的争议，德國另類選擇黨的移民政策实际上存在一些矛盾。一方面它支持长居和求职者自由在欧洲境内的重要性，以及以加拿大模式接纳合格和自愿融合的移民。另擇黨要求对移民有着明确的标准，反对将移民纳入德国社会保障系统。除非缴纳了足够社保贡献的人可以享受失业金和育儿金。然而，在德国寻求政治避难的人可以享有工作权。
作为对于自2015年9月难民潮的回应，另擇黨出版了一份关于移民和政治避难者的纲领性文件。该文件呼吁重新设立德国边境检查，边境地区设立48小时避难手续，以及废除政府发给政治避难者的所谓“零花钱”。另外主张不再给予来自所谓“安全国家”的人政治避难权利。

### 反猶太主義和納粹史觀
2017年1月17日，德國另類選擇黨的圖林根邦黨部主任比约恩·霍克在德勒斯登演講指出「我們德國人是世界上唯一在首都中心樹立恥辱紀念碑的民族。」並闡述現代德國的歷史教育是由腐敗與荒謬所構成，「藝術家、音樂家、哲學家，我國的偉人可能比全世界的其他國更多。」同時主張德國人若要走出困境就必須對納粹歷史發起「180度的認知翻轉」。事後霍克表示，自己並非納粹黨暴行的懷疑論者，但過度放大罪惡感只會建構出殘破、不健康的認同共感，而他所在意的是21世紀的德國人要如何透過歷史的詮釋來建構出堅強的新世代認同，並認為盟軍在德勒斯登的無差別大轟炸等使德國人作為「受害者」的另一面長期被掩蓋。此見解在政壇引起軒然大波，德國的猶太人社團指責「另擇黨終於露出了反猶的真面目」，而德国社会民主党質疑霍克的發言「意圖否認歷史」。

### 外交主张
德国另类选择党在2022年前支持北约和美国，但对拜登政府持批评态度。俄罗斯入侵乌克兰后，选择党对于亲俄和亲美具有较大分歧，但共识是反对向乌克兰援助武器和对俄罗斯制裁。选择党认为，当前的德国支持乌克兰只是为了意识形态而放弃自己的利益。同时，选择党认为北溪管道被毁是美国所为。
选择党亲以色列，支持以色列将耶路撒冷定为首都，但以色列拒绝与选择党保持任何关系。
2023年前选择党对中国持怀疑态度，反对中国控股汉堡港，并支持取消中国的发展中国家地位。反对“中国经济间谍活动”。2023年，德国选择党的联邦议院核心小组指责外交部长安娜莱娜·贝尔博克和经济事务部长罗伯特·哈贝克对中国发动“经济战”，还批评了对中国公司华为和中兴通讯5G材料使用的限制。德国选择党领导人蒂诺·克鲁帕拉也表示反对限制中国技术，并支持中国外交部长秦刚为俄罗斯入侵乌克兰斡旋的努力。因此另類選擇黨對中國的態度，往往取決於歐盟主流的態度為何，倘若德國主流是親中的，他就會持相反的態度。另類選擇黨目前在歐盟黨團與其他右翼政黨的關係極為複雜。

### 青年組織
德國青年另類選擇（德語：Junge Alternative für Deutschland 或JA），成立於2013年，是AfD的青年組織，同時在法律上獨立於其母黨德國另類選擇黨。

## 公共形象

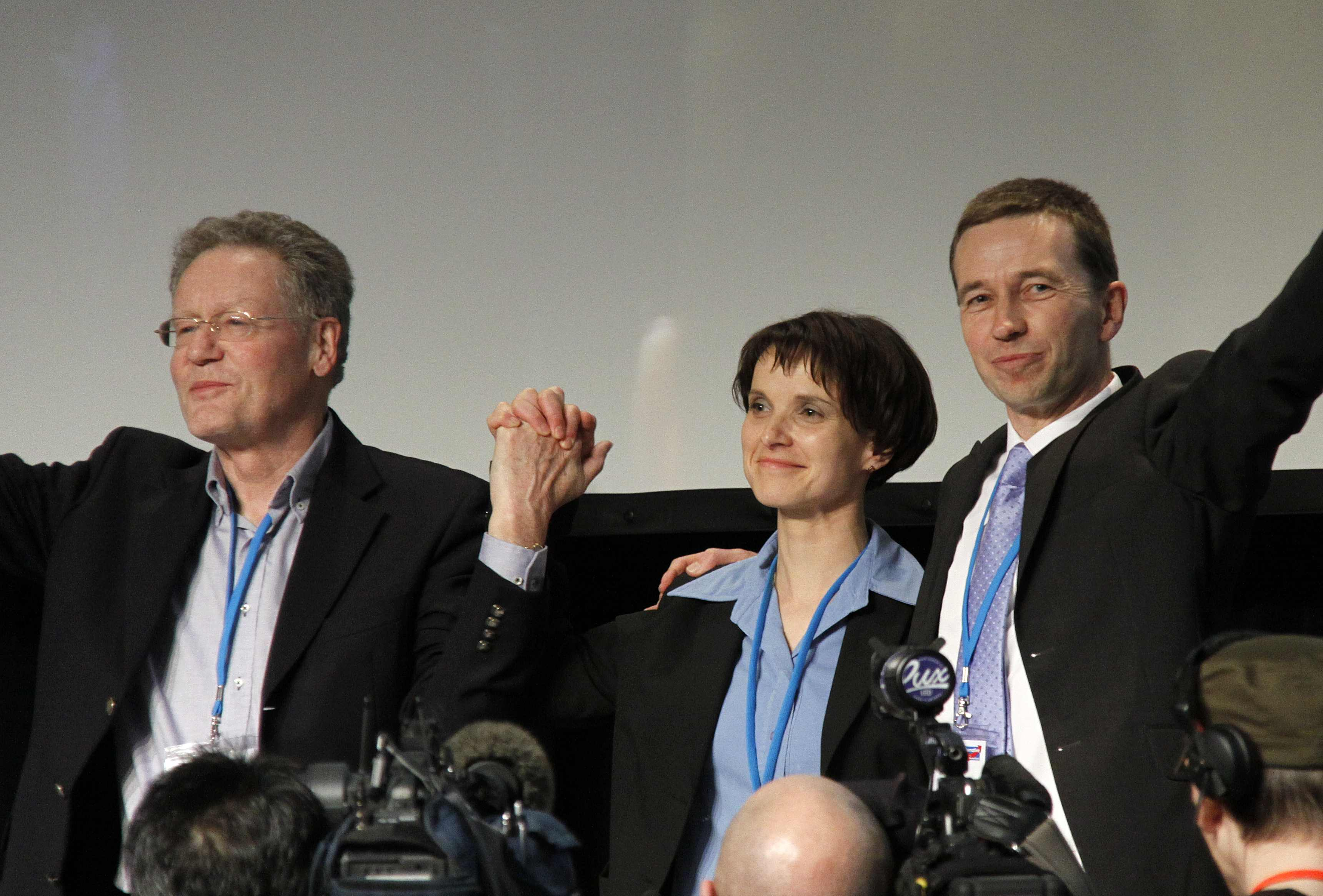
2013年至2015年7月的三位领导，从左至右为康拉德·亚当（Konrad Adam）、弗劳克·佩特里和贝恩德·卢克，2013年柏林首届党大会。

該黨認為歐元為一失敗的貨幣，所以德國大眾傳媒也一度稱該黨為「反歐元政黨」，該黨一度支持歐洲聯盟，並拒絕以左右劃分政治，在2013年德國聯邦議院選舉中，該黨取得了4.7%的選票，由於未能跨越5%的得票門檻，所以未能晉身國會。另類選擇曾加入歐洲懷疑主義的歐洲改革保守黨黨團，其後因黨內路線分歧，部分另類選擇的歐洲議會議員退出另類選擇，獨立加入改革保守黨黨團。
在歐洲移民危機，中東難民潮湧入之後，另類選擇除延續前述政策外，亦主張停止接納穆斯林難民，主張伊斯蘭教與德國文化及社會價值觀存衝突，應該禁止伊斯蘭教士祈禱膜拜、禁止伊斯蘭婦女蒙面，對伊斯蘭採敵視態度。
2016年4月30日至5月1日，另類選擇將「伊斯蘭不屬於德國」寫入該黨第一份政治綱領，主張禁止興建清真寺宣礼塔、誦可蘭經定時廣播、女性穿戴波卡和學生配戴頭巾。

2024年1月德国联盟议院会议中，反对派基民盟/基社盟、绿党等政党严厉批评该党的亲俄立场。另类选择在会议上提出结束俄罗斯在乌克兰战争的「和平提议」，但被联邦议院拒绝。其它政党一致指责该党试图在俄罗斯入侵乌克兰的现实里改变受害者和罪犯的位置，却对普京及其独裁政权正在发动一场种族灭绝战争事实保持沉默。
2025年1月，該黨在德國南部卡爾斯魯爾市向移民家庭投放機票造型的選舉傳單，上面的「乘客姓名」寫著「非法移民」，「起飛時間」是聯邦大選舉行的日期2月23日，「出發地」和「目的地」分別是「德國」和「安全的（難民）來源國」，並附有「只有遣返移民才能救德國」的標語。這張傳單被指影射納粹大屠殺和第二次世界大戰期間驅逐猶太人的景象，而德國新納粹政治組織「德國國家民主黨」在2013年亦曾經派發過類似的假機票傳單。此後德國警方開始以涉嫌煽動叛亂罪對此案展開調查；該市市長亦批評德國另類選擇黨的競選活動為「製造恐懼並已逾越紅線」。

## 支持度
據2013年时的輿論調查，有近四分之一的人可能會投票支持該黨，要求德國退出歐元區。另類選擇支持者認為，德國花很多錢對歐盟其他國家紓困，導致自己國內基本設施不夠完備。亦有不少來自前東德地區的選民，因失业及经济转型失敗而支持该党。
不少德國另類選擇黨的選民是原本支持基民盟的右翼人士，因不滿梅克爾在歐洲移民危機对難民开放政策轉而支持另類選擇，加上原先支持默克爾的選民因梅克爾在與社民黨合作大聯合政府多年後在很多政策已逐漸偏離原有右翼主張，而轉而支持該黨；傳統兩黨均出現這種情況，社民黨也有此情形，很多原先支持社民黨的選民因不滿社民黨與基民盟合作大聯合政府多年後逐漸偏離原有左翼主張，而轉而支持綠黨。选择党内部也存在对于自己是否为极端右翼政党的声音，2022年1月，党魁约尔格·默滕辞去了党主席职务并退出了选择党，因为他认为选择党已发展到反对自由民主的基本秩序的极右翼。
2017年德国联邦议院选举中，另类选择党共获得12.6%的选票。而根据2018年9月的民意调查显示，大约有15-18%的受访者支持该党。
現時另類選擇在前東德地區及其他聯邦州份皆有州議會議席，但各黨共識是均不會與該黨合組聯合政府。
2023年6月，德國另類選擇黨在東部圖林根的松訥貝格地區決選中勝出，該黨候選人羅伯特·賽賽爾曼（Robert Sesselmann）獲得了52.8%的選票擊敗時任CDU地區首長尤爾根·科珀（Jürgen Köpper），尽管后者团结了选择党外所有党派的支持，首度於德國擔任地區首長 。
2024年歐洲議會選舉中，另類選擇黨獲得16%的得票率，位列第二名，僅次於基民盟30%之得票率，超越德國總理奧拉夫·肖爾茨領導的社民黨，而得票率比2019年選舉高出近5%。
2024年9月1日，另類選擇黨在圖林根州贏得32.8%的選票，領先得票率為23.6%的基督教民主聯盟，是極右翼政黨在二戰後德國東部首次贏得州選舉。

## 组织结构

### 联邦党部
| 主席：     | 约尔格·莫伊滕、蒂诺·克鲁帕拉                                                                      |
| 副主席：   | 爱丽丝·魏德尔、Stephan Brandner、Beatrix von Storch                                               |
| 财政部长： | Carsten Hütter                                                                                    |
| 秘书：     | Joachim Kuhs                                                                                      |
| 中央委员： | Sylvia Limmer、 Jochen Haug、 Stephan Protschka、 Alexander Wolf、 Joachim Paul、 Joana CotarDirk |
| 名誉主席： | 亚历山大·高兰                                                                                     |

### 州党支部
|                        | 各州支部              | 创建日期      | 州主席及发言人                  | 党员数 2019年底数据 | 州议会选举结果  | 2021年德国联邦议会选举结果 | 2019年欧洲议会选举结果 |
| ---------------------- | --------------------- | ------------- | ------------------------------- | ------------------- | --------------- | -------------------------- | ---------------------- |
| Baden-Württemberg      | 巴登-符腾堡           | 2013年4月22日 | 爱丽丝·魏德尔                   | 4836 人             | 9.7 % （2021）  | 9.6 %                      | 10 %                   |
| Bayern                 | 巴伐利亚              | 2013年5月31日 | Stephan Protschka               | 5094 人             | 14.6%（2023）   | 9 %                        | 8.5 %                  |
| Berlin                 | 柏林                  | 2013年4月27日 | Kristin Brinker                 | 1571 人             | 8 %（2021）     | 8.4 %                      | 9.9 %                  |
| Brandenburg            | 勃兰登堡              | 2013年4月28日 | Birgit Bessin                   | 1626 人             | 23.5 % （2019） | 18.1 %                     | 19.9 %                 |
| Bremen                 | 不来梅                | 2013年5月12日 | 空缺                            | 143 人              | 06.1 % （2019） | 6.9 %                      | 7.7 %                  |
| Hamburg                | 汉堡                  | 2013年4月7日  | Dirk Nockemann                  | 571 人              | 5.3 % （2020）  | 5 %                        | 6.5 %                  |
|                        | 黑森                  | 2013年5月5日  | Robert Lambrou, Andreas Lichert | 2865 人             | 13.1 % （2018） | 8.8 %                      | 9.9 %                  |
| Mecklenburg-Vorpommern | 梅克倫堡-前波美拉尼亞 | 2013年4月21日 | Leif-Erik Holm, Enrico Schult   | 771 人              | 16.7 % （2021） | 18 %                       | 17.7 %                 |
| Niedersachsen          | 下萨克森              | 2013年5月1日  | Jens Kestner                    | 2790 人             | 6.2 % （2017）  | 7.4 %                      | 7.9 %                  |
| Nordrhein-Westfalen    | 北莱茵-威斯特法伦     | 2013年4月12日 | Martin Vincentz                 | 5552 人             | 5.4 % （2022）  | 7.3 %                      | 8.5 %                  |
| Rheinland-Pfalz        | 莱茵兰-普法尔茨       | 2013年4月9日  | Michael Frisch                  | 2186 人             | 8.3 % （2021）  | 9.2 %                      | 9.8 %                  |
| Saarland               | 萨尔                  | 2013年5月3日  | Christian Wirth                 | 483 人              | 5.7 % （2022）  | 10 %                       | 9.6 %                  |
| Sachsen                | 萨克森                | 2013年4月28日 | Jörg Urban                      | 2595 人             | 27.5 % （2019） | 24.6 %                     | 25.3 %                 |
| Sachsen-Anhalt         | 萨克森-安哈尔特       | 2013年4月5日  | Martin Reichardt                | 1217 人             | 20.8 % （2021） | 19.6 %                     | 20.4 %                 |
| Schleswig-Holstein     | 石勒苏益格-荷尔斯泰因 | 2013年4月27日 | 空缺                            | 1060 人             | 4.4 % （2022）  | 6.8 %                      | 7.4 %                  |
| Thüringen              | 图林根                | 2013年4月27日 | Björn Höcke、Stefan Möller      | 1225 人             | 23.4 % （2019） | 24 %                       | 22.5 %                 |

| 来源                                       | 数量（欧元）  | 百分比 |
| ------------------------------------------ | ------------- | ------ |
| 党费                                       | 4,010,294.73  | 15.26  |
| 授权捐赠与周期性捐赠                       | 2,011,984.41  | 7.66   |
| 自然人赞助                                 | 6,384,388.95  | 24.29  |
| 法人赞助                                   | 185,709.51    | 0.45   |
| 企业行为收入                               | 32,667.26     | 0.12   |
| 股权收入                                   | 0.00          | 0.00   |
| 来自其他资产的收入                         | 10,972.05     | 0.04   |
| 活动组织，出版手册销售以及其他相关活动收入 | 107,306.79    | 0.41   |
| 国家资助                                   | 10,203,583.65 | 38.83  |
| 其他收入                                   | 3,399,698.83  | 12.94  |
| 总计                                       | 26,279,606.18 | 100.00 |

## 选举结果

### 德国联邦议会
| 选举年 | 选民投票数 | 党派投票数 | 党派投票百分比 | 赢得席位  | +/–  |
| ------ | ---------- | ---------- | -------------- | --------- | ---- |
| 2013   | 810,915    | 2,056,985  | 4.7            | 0 / 631   |      |
| 2017   | 5,316,095  | 5,877,094  | 12.6           | 94 / 709  | ▲ 94 |
| 2021   | 4,694,017  | 4,802,097  | 10.3           | 83 / 735  | ▼ 11 |
| 2025   | 10,175,438 | 10,327,148 | 20.8           | 151 / 630 | ▲ 68 |

### 欧洲议会
| 选举年 | 总投票数量 | 总投票百分比 | 排序 | 赢得席位数量 | +/– |
| ------ | ---------- | ------------ | ---- | ------------ | --- |
| 2014   | 2,070,014  | 7.1          | #5   | 7 / 96       | +7  |
| 2019   | 4,103,453  | 10.9         | #4   | 11 / 96      | +4  |
| 2024   | 6,324,008  | 15.89        | #2   | 15 / 96      | +4  |

### 州议会
| 选举年                       | 总投票数量 | 总投票百分比 | 排名 | 赢得席位数量 | +/– | 地位   |
| ---------------------------- | ---------- | ------------ | ---- | ------------ | --- | ------ |
| 薩克森州 2024                | 719,274    | 30.6         | #2   | 40 / 120     | ▲2  | 在野黨 |
| 布蘭登堡州 2024              | 438,811    | 29.2         | #2   | 30 / 88      | ▲7  | 在野黨 |
| 漢堡州 2020                  | 211,327    | 5.3          | #5   | 7 / 121      | ▼1  | 在野黨 |
| 不萊梅州 2023                | 未參與     | 0            | 0    | 0 / 84       | ▼5  | 無席位 |
| 巴登-符騰堡州 2021           | 473,309    | 9.7          | #5   | 17 / 143     | ▲6  | 在野黨 |
| 萊茵蘭-普法爾茨州 2021       | 160,273    | 8.3          | #4   | 9 / 101      | ▼5  | 在野黨 |
| 薩克森-安哈特州 2021         | 221,487    | 20.8         | #2   | 23 / 97      | ▼2  | 在野黨 |
| 梅克倫堡-前波莫瑞州 2021     | 152,747    | 16.7         | #2   | 14 / 79      | ▼4  | 在野黨 |
| 柏林 2023                    | 137,810    | 9.1          | #5   | 17 / 147     | ▲4  | 在野黨 |
| 萨尔州 2022                  | 25,718     | 5.7          | #3   | 3 / 51       | ━ 0 | 在野黨 |
| 什勒斯維希 - 霍爾斯坦州 2022 | 61,169     | 4.4          | #6   | 0 / 69       | ▼5  | 無席位 |
| 北萊茵 - 威斯伐倫州 2022     | 388,768    | 5.4          | #5   | 12 / 195     | ▼4  | 在野黨 |
| 下薩克森 2022                | 396,839    | 11.0         | #4   | 18 / 146     | ▲9  | 在野黨 |
| 巴伐利亞 2023                | 1,999,924  | 14.6         | #3   | 32 / 203     | ▲10 | 在野黨 |
| 黑森州 2023                  | 518,674    | 18.4         | #2   | 28 / 133     | ▲9  | 在野黨 |
| 圖林根州 2024                | 396,704    | 32.8         | #1   | 32 / 88      | ▲10 | 在野黨 |

## 外部鏈結
- 官方网站  (in German)
- Manifesto for Germany: The Political Programme for the Alternative for Germany （页面存档备份，存于） (2017, English translation)